# Christian Veder
 (octobre 2018).
Christian Veder (né le 20 octobre 1907 à Vienne et mort le 19 novembre 1984 dans cette même ville) est un ingénieur des travaux publics autrichien spécialisé dans la géotechnique. Il est l'inventeur de la technique de la paroi moulée.

## Biographie

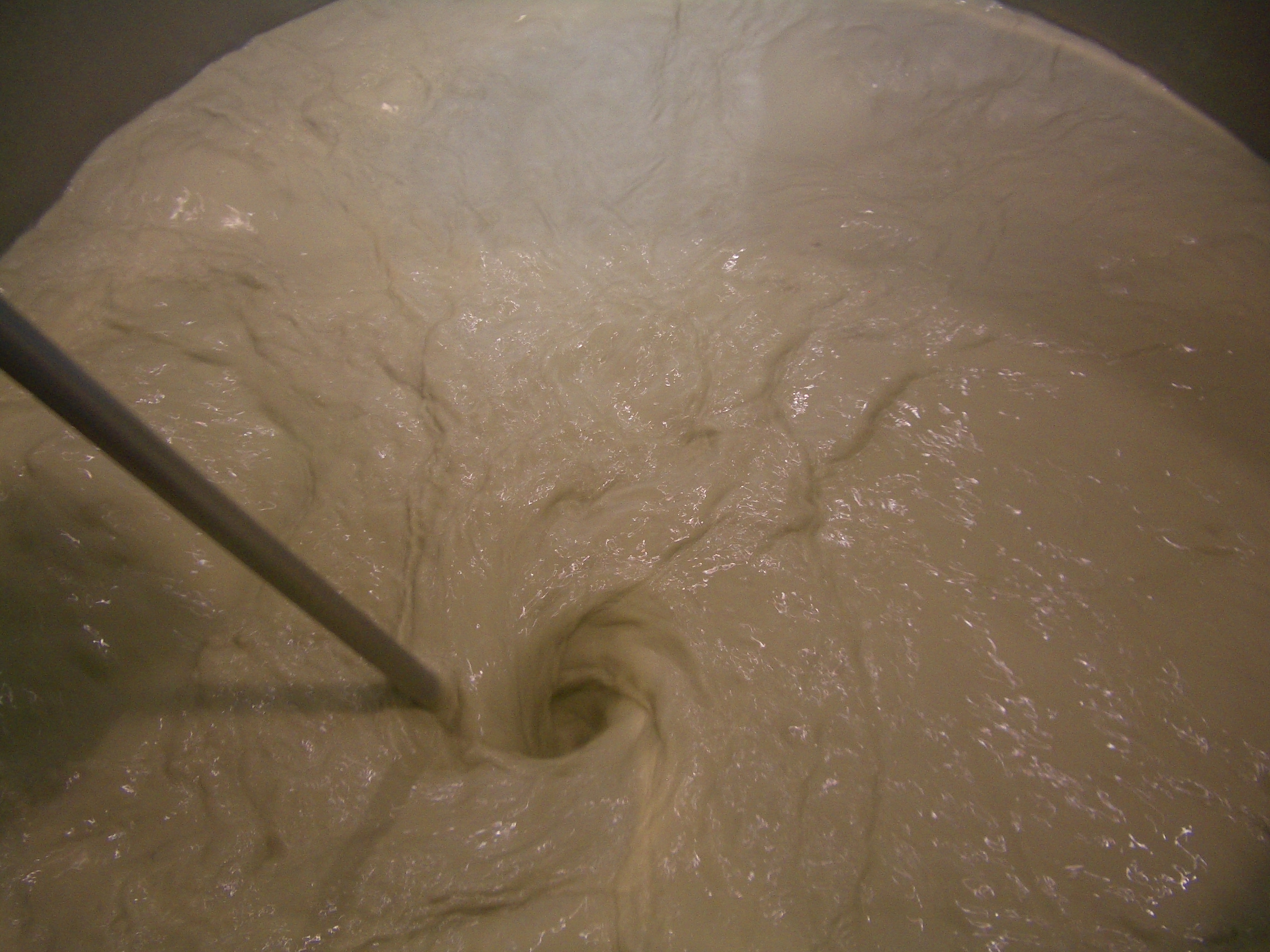
Les boues artificielles comme la bentonite permettent, par pression hydrostatique, de créer une butée suffisante à la tenue des fouilles.

Veder étudia les sciences de l'ingénieur à l'université technique de Vienne, où il fut reçu en 1931 au deuxième examen d'ingénieur de l’État, et où il passa sa thèse en 1932 sous la direction de Karl von Terzaghi. En 1933, devenu ingénieur de la Société Giovanni Rodio à Milan, il fait le premier connaître en Italie les méthodes nouvelles de Terzaghi en mécanique des sols. Il étudia les propriétés des coulis argileux (coulis de bentonite) et les possibilités qu'elles offraient pour la tenue provisoire des parois de fouille ; c'est à partir de là qu'il développa plus tard la technique de la paroi moulée, qui trouve aujourd'hui de multiples applications, aussi bien en travaux neufs qu'en travaux de confortement ou d'étanchéité.
De 1938 à 1948, il est employé à Innsbruck par la Société Innerebner & Mayer. En 1948, il retourne à Milan et travaille pour la Sociétété ICOS (Impresa Costruzioni Opere Specializzate), spécialisée dans les travaux souterrains. Là, il met au point sa technologie de la paroi moulée dans le sol et l'applique sur de nombreux chantiers à travers le monde, et d'abord en Italie (bassin de tranquillisation du Volturno près de Naples). Pour exploiter ses brevets, Veder fonde sa propre société en 1950.

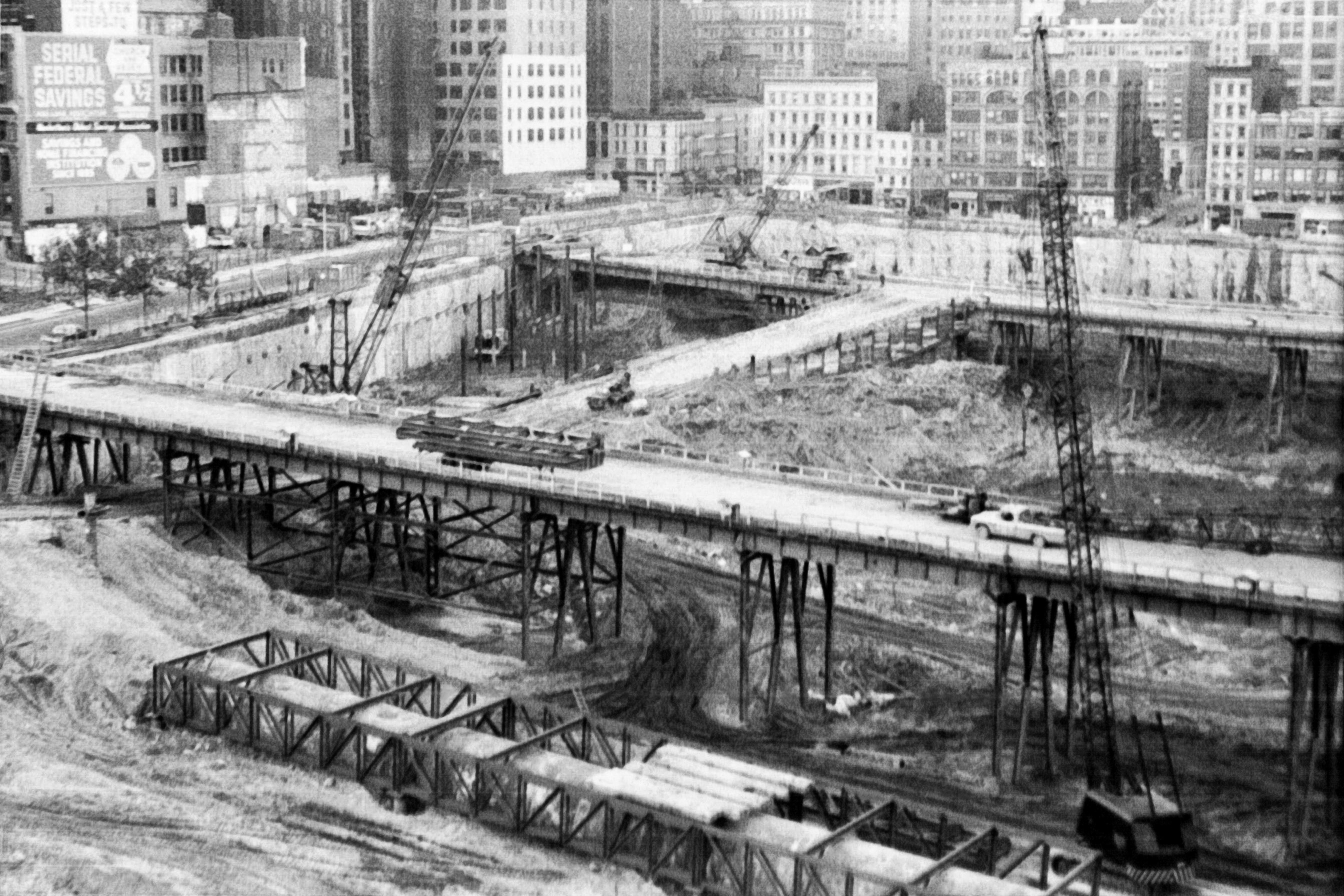
Veder est l'un des concepteurs de la « baignoire » en paroi moulée faisant fondation du World Trade Center.

En 1964, il est recruté comme professeur par l'université technique de Graz, chargé d'y créer l'« Institut de mécanique des sols, mécanique des roches et travaux de fondation ». En 1978 il est élevé au rang de professeur émérite, mais il ne travaille plus désormais que comme ingénieur consultant. C'est ainsi qu'il intervient pour les stations de métro de plusieurs métropoles du monde (Milan, Berlin, Paris, Londres, Boston, New York, Tokyo, Vienne, Washington D.C.) et dans la construction du World Trade Center à New York. Les parois moulées ancrées (en forme de cerce) pour la mise hors d'eau de l'Hudson River étaient longues d'un kilomètre. Elles ont pour l'essentiel survécu à la ruine du World Trade Center, en 2001. Sa technologie de la paroi moulée a aussi servi pour former le noyau étanche de plusieurs grands barrages : un exemple spectaculaire est la paroi profonde de 130 m du barrage de Manicouagan au Canada. Il n'est pas jusqu'au pont Flaminius à Rome qui n'ait été conforté grâce à la paroi moulée.
Veder est l'inventeur d'une technique particulière de consolidation de fouille par suspension de boue bentonite pour les parois berlinoises (procédé ICOS-Veder, 1953). Vers 1975, il imagine un procédé de confortement pour la tour de Pise qui sauve l'édifice : il consiste à recomprimer le sol au nord de la Tour (qui penche côté sud) par des tirants ancrés précontraints verticalement.
L'université de Graz organise régulièrement des colloques en hommage à son œuvre novatrice.

## Publications
- « Neue Verfahren zur Herstellung von untertägigen Wänden und Injektionsschirmen in Lockergesteinen und durchlässigem Fels », Mitteilungen des Instituts für Wasserwirtschaft, Grundbau und Konstruktiven Wasserbau der Technischen Hochschule Graz, no 1,‎ 1959
- Rutschungen und ihre Sanierung, Springer Verlag, 1979 (réimpr. 1981 en anglais) (avec une préface de Fritz Hilbert)